# The British Bulldogs
I British Bulldogs sono stati un tag team di wrestling attivo nella New Japan Pro-Wrestling e nella World Wrestling Federation  tra il 1983 e il 1990, formata da Davey Boy Smith e Dynamite Kid.
I British Bulldogs sono considerati uno dei migliori tag team della storia del wrestling.

## Carriera

### Gli esordi
La loro carriera cominciò in Inghilterra; i due iniziarono a lottare insieme per via della parentela che li lega. Furono notati da uno scout della Stampede Wrestling che li convinse a trasferirsi alla corte di Stu Hart in Canada. Nel corso del loro stint nella SW i due diedero vita ad un feud che li portò a scontrarsi l'uno contro l'altro. Il feud continuò anche nel corso della loro permanenza in Giappone, quando lottarono nella New Japan Pro-Wrestling. Poco tempo dopo Smith e Dynamite Kid tornarono a lottare in tag team sia nella SW che nella NJPW. Nel 1984 i due lasciarono la NJPW per passare alla storica federazione rivale, la All Japan Pro Wrestling.

### World Wrestling Federation
Nello stesso anno Vince McMahon acquisto la SW, trasformandola in un training camp per gli atleti della sua World Wrestling Federation. Questa operazione determinò il passaggio alla WWF dei quattro migliori talenti della SW, ovvero i Bulldogs e la Hart Foundation (Bret Hart e Jim Neidhart). Per un breve periodo il duo inglese continuò a lottare per la AJPW, ma ben presto firmarono un contratto esclusivo con la WWF.
Il primo feud intrapreso dai British Bulldogs nella WWF li vide opposti alla Hart Foundation; i quattro diedero vita ad ottimi match che servirono ad entrambi i team per guadagnare rispetto ed approvazione da parte dei fan e della dirigenza della federazione. Il primo grande traguardo raggiunto dai Bulldogs è la vittoria del WWF World Tag-Team Title a WrestleMania 2 a scapito del tag team The Dream Team composto da Brutus Beefcake e Greg Valentine; all'angolo degli inglesi c'erano Captain Lou Albano ed Ozzy Osbourne. I due difesero più volte con successo il titolo conquistato. Nel 1986 Dynamite Kid fu costretto ad un lungo stop per un infortunio alla schiena; durante la sua assenza, Davey Boy Smith continuò a lottare diversi match validi per la difesa del titolo, affiancato da partner differenti.
Il 26 gennaio 1987 persero il titolo in favore della Hart Foundation in un match che vide Dynamite Kid così debilitato da dover essere accompagnato sul ring da Davey Boy Smith; fu quest'ultimo a portare avanti gran parte del match.
Dopo un certo periodo di tempo concesso dalla dirigenza per recuperare le forze, i Bulldogs fecero ritorno sul ring per continuare il loro feud contro la Hart Foundation e l'"arbitro malvagio" Danny Davis, il quale, secondo la storyline, aiutò gli Hart a conquistare la cintura. I team si scontrarono a WrestleMania III, con Tito Santana accanto ai Bulldogs.
In occasione del loro ritorno sul ring al duo fu affidato un bulldog, chiamato Matilda, che li avrebbe accompagnati nel loro percorso verso il ring; il cane fu anche il fulcro del feud che il duo inglese ebbe con gli Islanders, quando il tag team samoano lo rapì (secondo la storyline).
I British Bulldogs lasciarono la WWF dopo Survivor Series 1988 a causa dei forti contrasti nati nel backstage tra Dynamite Kid e Jacques Rougeau.

### La fine
Nel 1990 Davey Boy Smith costrinse i British Bulldogs ad un brusco ritiro dall'annuale Real World Tag League Tournament dell'AJPW poiché di nuovo sotto contratto con la WWF; Smith utilizzò come scusa per l'abbandono un fantomatico grave incidente in macchina di Dynamite Kid, il quale non avrebbe potuto lottare. Davey Boy Smith inoltre aveva provveduto a registrare il marchio "British Bulldog" durante il primo periodo passato nella WWF; decise perciò che al suo ritorno sui ring WWF avrebbe utilizzato il nome "British Bulldog", impedendo formalmente a Dynamite Kid di partecipare a qualunque show di wrestling nel Regno Unito presentandosi come "uno dei British Bulldogs". I rapporti tra i due divennero aspri e Dynamite nel corso di diverse interviste rese pubblico l'odio che provava per Smith. A prendere il posto di Davey Boy nel Real World Tag League tournament fu Johnny Smith ed il duo (i "British Bruisers") continuò a lottare nella All Japan Pro Wrestling, riuscendo anche a conquistare un AJPW All-Asia Tag Team Championship. I Bruisers ebbero però vita breve: gli effetti del massiccio uso di steroidi, l'uso di uno stile di lotta ad alto impatto e la cocaina resero la vita di Dynamite Kid un inferno. Fu costretto ad annunciare il suo ritiro il 6 dicembre del 1991.

## Nel wrestling

### Mosse finali
- Powerclean lift & Missile dropkick (insieme)
- Diving Headbutt (Dynamite Kid)
- Running Powerslam (Davey Boy Smith)
- Snap suplex (Dynamite Kid)

## Titoli e riconoscimenti
- Pro Wrestling Illustrated
  - 5ª tra le 100 migliori tag team maschili nella PWI Years (2003)
- Stampede Wrestling
  - Stampede International Tag Team Championship (2)
- World Wrestling Federation
  - WWF Tag Team Championship (1)
- Wrestling Observer Newsletter
  - Tag Team of the Year (1985)